# Hecho en Mexico
Hecho En Mexico è il terzo album del gruppo musicale messicano Kinto Sol pubblicato il 2003.

## Tracce
1. Intro – 0:30
2. Lo Que Va Pasar Va Llegar – 3:43
3. Hecho En Mexico – 4:23
4. El Que Nada Deve – 3:57
5. Asi Es Como Vivo – 3:58
6. Mi Jefa - Skit – 1:22
7. La Feria Habla – 4:22
8. Un Compa - Skit – 0:38
9. Raza es Raza – 3:55
10. De Uno a Uno – 3:45
11. Levanta La Mano – 4:51
12. Intermedio – 0:40
13. Cueste Lo Que Cueste – 4:30
14. Si Supieras – 4:01
15. Si Me Haces El Paro – 3:58
16. No Es Forma de Vivir – 4:19
17. Como Quieras – 3:19
18. Solo Son Palabras – 4:22
19. Tehuacan Por Las Narices – 4:08
20. Soy Yo – 4:11